# Horst Freitag

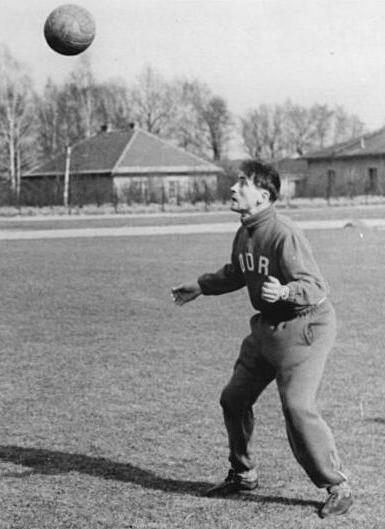
Horst Freitag, 1957

Horst Freitag (* 20. November 1930; † 22. September 2019) war Fußballspieler in der DDR-Oberliga in Gera, Aue und Karl-Marx-Stadt und kam zu einem Einsatz in der Fußballnationalmannschaft der DDR.

## Sportliche Laufbahn
Horst Freitags Jugend fiel in die Zeit des Zweiten Weltkrieges. Freitag war 14 Jahre alt, als der Krieg zu Ende war, und es gab keine Gelegenheit, organisiert Fußball zu spielen. In seiner Heimatstadt Gera war der vor dem Krieg erfolgreiche SV Gera 04 zerschlagen worden, und mit der SG Gera-Pforten begann ein mühsamer Neuanfang. Als 1949 anstelle der SG Pforten die Betriebssportgemeinschaft Gera-Süd gegründet wurde, gehörte Freitag, nun 19-jährig, zu den Fußballspielern, die in der neu geschaffenen ostdeutschen Spitzenklasse „Oberliga“ um die Meisterschaft kämpften. Gera Süd konnte sich mit Platz 11 knapp vor dem Abstieg retten und rangierte auch in den folgenden Jahren, umbenannt in BSG Motor und BSG Wismut auf den hinteren Rängen. 1953 war die Oberliga nicht mehr zu halten, nach dem 17. und letzten Platz musste Freitag mit seiner Mannschaft den Gang in die zweitklassige DDR-Liga antreten. Dort wurde 1954 der Wiederaufstieg knapp verpasst, und dies nahm Freitag zum Anlass, Gera nach 90 Oberligapunktspielen Anfang 1955 in Richtung Aue zum dortigen SC Wismut Karl-Marx-Stadt zu verlassen.
In der Rückrunde der Saison 1954/55 wurde Freitag zum Stammspieler und stand nur deshalb nicht im Aufgebot der Pokalsiegerelf 1955, weil er sich vier Tage zuvor im Training einen Wadenbeinbruch zugezogen hatte. Auch deshalb kam Freitag einschließlich der Übergangsrunde 1955 (Umstellung der Fußballsaison auf das Kalenderjahr) nur in elf Punktspielen der Wismutmannschaft zum Einsatz. Am 25. März 1956 feierte Freitag sein Comeback, als er im Meisterschaftsspiel bei Rotation Babelsberg (2:2) in der zweiten Halbzeit für Willy Tröger eingewechselt wurde. Mit 21 Oberliga-Einsätzen hatte Freitag dann wesentlichen Anteil am Gewinn der DDR-Meisterschaft für den SC Wismut. 1957 konnten die Auer ihren Titel verteidigen, und diesmal war Freitag in 15 Begegnungen dabei.
Das Jahr 1957 hatte für Freitag auch in anderer Hinsicht Bedeutung. Am 10. März 1957 bestritt er sein einziges Spiel mit der DDR-Nationalmannschaft. In dem Vorbereitungsspiel zur Weltmeisterschafts-Qualifikation gegen Luxemburg (3:0) wurde er als Rechtsaußen aufgeboten. Da diese Position jedoch fest in den Händen von Horst Assmy war, hatte Freitag keine weitere Chance in der Nationalmannschaft.
Nach Abschluss der Spielzeit 1957 beendete Freitag sein Engagement in Aue. In seinem vierjährigen Aufenthalt im Erzgebirge war er auf 47 Oberliga-Einsätze mit 12 Toren gekommen. Er schloss sich wieder seiner ehemaligen Mannschaft Wismut Gera an, wo er für eine Saison noch einmal in der zweitklassigen 1. DDR-Liga antrat. Nach dem enttäuschenden 9. Platz nahm Walter 28-jährig eine Auszeit und wechselte für die Spielzeiten 1959 und 1960 zur viertklassigen Bezirksligisten BSG Fortschritt Pößneck. Dort wirkte er als Spielertrainer, kam aber in den Plätzen 11 und 12 auch zu keinem weiteren Erfolgserlebnis. Anschließend versuchte er noch einmal beim SC Motor Karl-Marx-Stadt in höheren Regionen Fuß zu fassen. 1962 konnte er mit dem Aufstieg in die Oberliga tatsächlich wieder einen Erfolg feiern. Mit 32 Jahren war er den Anforderungen des Spitzenfußballs jedoch nicht mehr gewachsen, sodass er in Karl-Marx-Stadt nur noch zu drei Punktspieleinsätzen im Jahr 1962 kam. Am Ende der Saison 1962/63 nahm er endgültig Abschied vom aktiven Fußball. In seiner Gesamtbilanz war er auf 140 Oberligaspiele und 34 Tore gekommen. Laut Mitteilung des Uhlstädt-Kirchhaseler Anzeigers vom 30. Oktober 2015 lebte Freitag in Uhlstädt-Kirchhasel.
| Laufbahn in der Übersicht | Laufbahn in der Übersicht                  |
| ------------------------- | ------------------------------------------ |
| 1949–1953                 | SG Gera Süd / BSG Motor / Wismut           |
| 1954–1957                 | BSG Wismut Aue / SC Wismut Karl-Marx-Stadt |
| 1958                      | BSG Wismut Gera                            |
| 1959/60                   | BSG Fortschritt Pößneck                    |
| 1961–1963                 | SC Motor Karl-Marx-Stadt                   |